# Kanton Mayenne
Mayenne is een kanton van het Franse departement Mayenne. Het kanton maakt deel uit van het arrondissement Mayenne.
In 2020 telde het 18.364 inwoners.

Het kanton werd gevormd ingevolge het decreet van 21 februari 2014, met uitwerking op 22 maart 2015, met Mayenne als hoofdplaats.

## Gemeenten
Het kanton omvat volgende gemeenten:
- Alexain
- Contest
- Mayenne
- Parigné-sur-Braye
- Placé
- Saint-Baudelle
- Saint-Georges-Buttavent
- Saint-Germain-d'Anxure